# Nikolaj Rimski-Korsakov
Nikolaj Andrejevič Rimski-Korsakov (rus. Николай Андреевич Римский-Корсаков, Tihvin, 18. ožujka 1844. – Ljubensk, 21. lipnja 1908.), ruski skladatelj i dirigent.
Po zanimanju je bio mornarički časnik, a godine 1861. upoznaje M. A. Balakireva i priključuje se njegovom glazbenom kružoku (Petorica) i na njegov poticaj sklada svoju prvu simfoniju. Godine 1873. napušta vojnu službu, a od 1871. do smrti predavao je kompoziciju i intrumentaciju na Petrogradskom konzervatoriju. Bio je i direktor i dirigent koncerata Besplatne glazbene škole i dirigent Ruskih simfonijski koncerata M.P. Beljajeva. Kao dirigent koncertirao je u domovini i inozemstvu i propagirao djela ruskih autora. Kao skladatelj, pobornik ruskog nacionalnog stila 19. stoljeća, sjedinio je rusko nasljeđe sa zapadnjačkim utjecajima. Inspirirao se najčešće ruskom tematikom, zatim istočnjačkom te primjenjivao elemente ruske narodne i crkvene glazbe. U operama je izgradio čudesan svijet satkan od fantazije, realnosti, humora i romantike. Svojim orkestralnim stilom utjecao je ne samo na svoje učenike već na mnogo širi krug koji dopire do Debussyja i Ravela. Napisao je priručnike "Praktični udžbenik harmonije" i "Osnove orkestracije", te autobiografsko djelo "Kronika mojega muzičkog života". Dovršio je Borodinovu operu "Knez Igor" i "Hovanščinu", M. P. Musogorskog, preradio i instrumentirao "Borisa Godunova" i mnoge druge tuđe kompozicije.

## Djela
- opere: 
  - "Pskovičanka",
  - "Majska noć",
  - "Snjeguročka",
  - "Carska nevjesta",
  - "Zlatni pjetlić",
  - "Uvertira na ruske teme",
  - "Španjolski capriccio".

- simfonijska suita: 
  - "Šeherezada",
  - "Uskrsna uvertira".
  - "Bumbarov let"